# Hookeriopsis balazsii
Hookeriopsis balazsii là một loài Rêu trong họ Hookeriaceae. Loài này được Bizot mô tả khoa học đầu tiên năm 1973.